# De Kievit (Menaldum)
De Kievit (Fries: De Ljip) is een poldermolen nabij het Friese dorp Menaldum.

## Beschrijving
De Kievit werd in 1802 gebouwd voor de bemaling van de 265 ha grote Berlikumerpolder, waarbij hij zowel kon inmalen als uitmalen. De molen, die ongeveer een kilometer ten noorden van Menaldum aan de Berlikumervaart staat, werd in 1986 eigendom van de Stichting Molens in Menaldumadeel. In 1995 werd hij voor het laatst gerestaureerd. De wipstok van de molen is versierd met een eenhoorn. De Kievit maalt tegenwoordig in circuit. De molen staat op particulier terrein en is alleen te bezichtigen wanneer hij draait.